# NOVA (politické hnutí)
NOVA je slovenské liberálně konzervativní politické hnutí hlásící se ke křesťanským hodnotám. Založili jej bývalí poslanci za Kresťanskodemokratické hnutie Daniel Lipšic a Jana Žitňanská pod názvem Nová väčšina. Předsedou hnutí je Gábor Grendel.
27. května 2012 oznámili poslanci Daniel Lipšic a Jana Žitňanská, kteří kritizovali situaci na tehdejší slovenské pravici, odchod z KDH a už tehdy se spekulovalo o jejich společném úmyslu založit nové středopravicové hnutí. 2. září začali se sbíráním podpisů pro nový politický subjekt. Nové hnutí bylo zaregistrováno 25. října téhož roku.
Ve volbách do Evropského parlamentu v roce 2014 kandidovalo v koalici s ideově spřízněnými politickými subjekty Občianska konzervatívna strana a Konzervatívni demokrati Slovenska. Koalice obdržela dohromady 6,83 % hlasů, a dosáhla tak na jeden mandát v Evropském parlamentu, který připadl místopředsedkyni hnutí Janě Žitňanské.

## Volební výsledky

### Evropský parlament
| Volební rok | Celkový počet hlasů | hlasy v % | Počet mandátů | Změna |
| ----------- | ------------------- | --------- | ------------- | ----- |
| 2014*       | 38 316              | 6,83 %    | 1             |       |

* Hnutí kandidovalo v koalici s OKS a KDS